# پاشچنگکی ماوه
پاشچنگکی ماوه (به لهستانی:  Pasieczniki Małe) یک روستا در لهستان است که در گمینا دوبیچه تسرکیونه واقع شده‌است. پاشچنگکی ماوه ۲۰ نفر جمعیت دارد.